# Dominika Banevič
Dominika Banevič, ofta benämnd B-Girl Nicka, född 8 juni 2007 i Vilnius, är en litauisk dansare specialiserad inom breakdance.

## Karriär
B-Girl Nicka har vunnit fyra nationella titlar i breaking. 2023 vann hon både guld i EM och VM. I och med VM-guldet 2023 kvalificerade hon sig till OS 2024. Vid OS 2024 tog hon silver i breaking.